# بي ابزار (توت ندة)
بي ابزار (بالفارسية: پی ابزار) هي قرية تقع في إيران في قسم توت ندة الريفي. يقدر عدد سكانها بـ 174 نسمة بحسب إحصاء 2016.